# اربنوس
اربنوس، روستایی از توابع بخش سیمینه شهرستان بوکان در استان آذربایجان غربی ایران است.

## جمعیت
این روستا در دهستان بهی دهبکری قرار دارد و براساس سرشماری مرکز آمار ایران سرشماری عمومی نفوس و مسکن ۱۳۹۵، جمعیت آن ۴۰۹ نفر (۷۳ خانوار) بوده‌است.